# Симоновский Вал
У́лица Си́моновский Вал (до 1922 — Улица Симоновский Камер-Коллежский Вал) — крупная улица в центре Москвы, часть бывшего Камер-Коллежского вала. Расположена в Таганском, Даниловском и Южнопортовом районах между улицей Новоспасский проезд и Велозаводской улицей.

## История
До 1922 года — улица Симоновский Камер-Коллежский Вал. Образовалась в XIX веке из части Камер-Коллежского вала, примыкающей к Симоновской слободе, известной с XVI века как слобода Симонова монастыря. Монастырь был основан в 1370 году преподобным Фёдором, учеником Сергия Радонежского, — там, где ныне находится церковь Рождества Богородицы в Старом Симонове, на землях великого князя. В Житии Сергия Радонежского сказано, что местность называлась Симоново (отсюда и название монастыря). В 1379 году монастырь был перенесён на нынешнее место (Восточная улица).

## Описание
Нынешний Симоновский Вал начинается как небольшая узкая улочка параллельно опять же небольшому Крутицкому Валу, которая проходит на юг, пересекает 1-й Крутицкий переулок и постепенно сходится с Новоспасским проездом. На перекрёстке с улицей Мельникова Симоновский Вал сливается с Новоспасским проездом и становится крупной магистралью, продолжая его. Слева к улице примыкают Дубровский проезд и Шарикоподшипниковская улица. У комплекса Симонова монастыря за перекрёстком с Новоостаповской и Восточной улицами переходит в Велозаводскую улицу.

## Примечательные здания и сооружения
По нечётной стороне:
- № 3, корпус 1 — школа имени В.В. Маяковского;

По чётной стороне:
- № 8, корпус 2 — НПП Риэспроект Даниловский ЮАО;
- № 10А — детский сад № 8;
- № 12А — детская музыкальная школа им. А. Г. Новикова;
- № 14, корпус 1 — детский сад № 2161;
- № 18А — школа № 494 им. Героя РФ А. Н. Рожкова;
- № 24, корпус 3 — детский сад № 852;
- № 26, корпус 1 — Национальный залоговый банк, отделение «Симоновское».

## Общественный транспорт
- Станция метро  Пролетарская — в 350 метрах от начала улицы.
- Автобусы с856,    е80.
- Трамваи 12, 43.

## Скверы
В 2019 году на улице Симоновский Вал (напротив дома №9) открылся новый сквер, обустроенный по программе «Мой район». Прежде территория была пустырем. В зоне отдыха проложили дорожно-тропиночную сеть, отремонтировали существующее асфальтовое покрытие, а также заграждение у детской площадки, поставили новые лавочки, две пары больших деревянных качелей, высадили деревья. Особенностью сквера стал фонтан в виде скульптуры влюбленных под зонтом (неофициальное название — «Влюбленные студенты под зонтом»). Фонтан был открыт по просьбам местных жителей, которые высказали предложение на общественных слушаниях перед началом строительных работ (продолжались с апреля по август 2020 года). Рядом обустроили площадку для выгула собак.  

Сквер на улице Симоновский Вал (2019 г.)
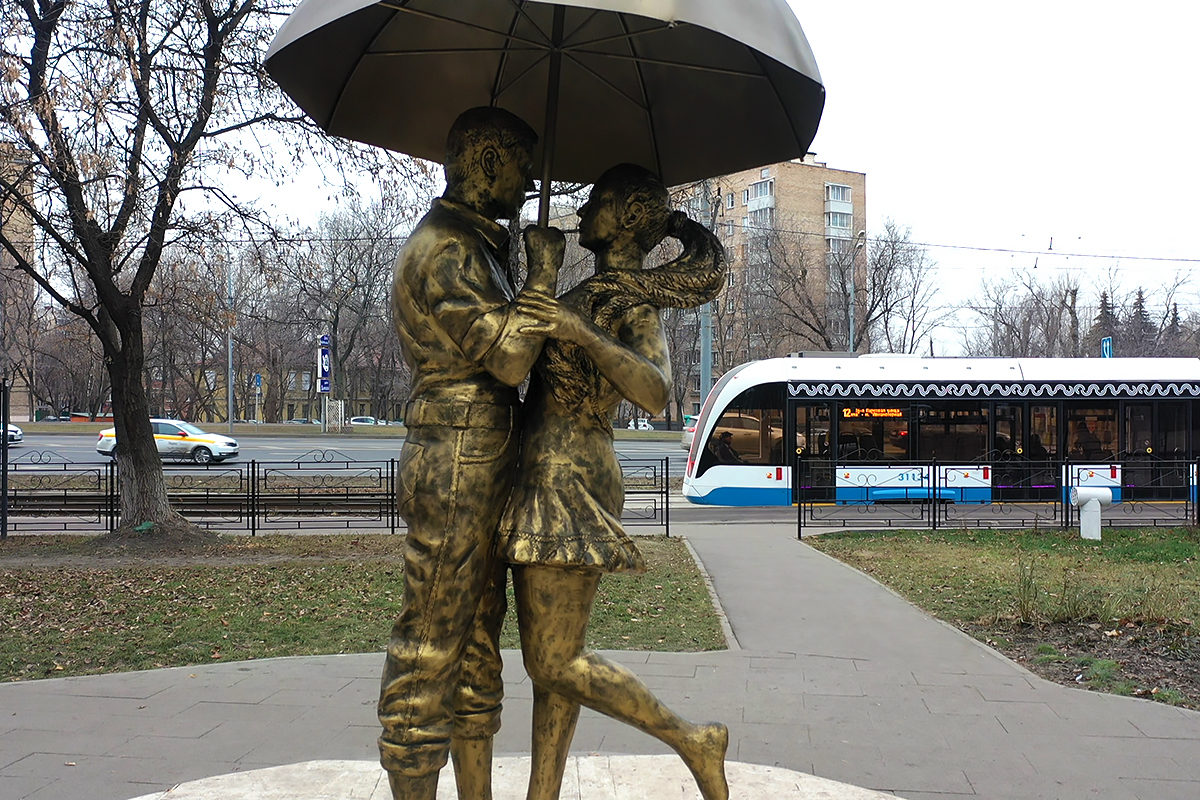
Фонтан «Влюбленные студенты под зонтом»
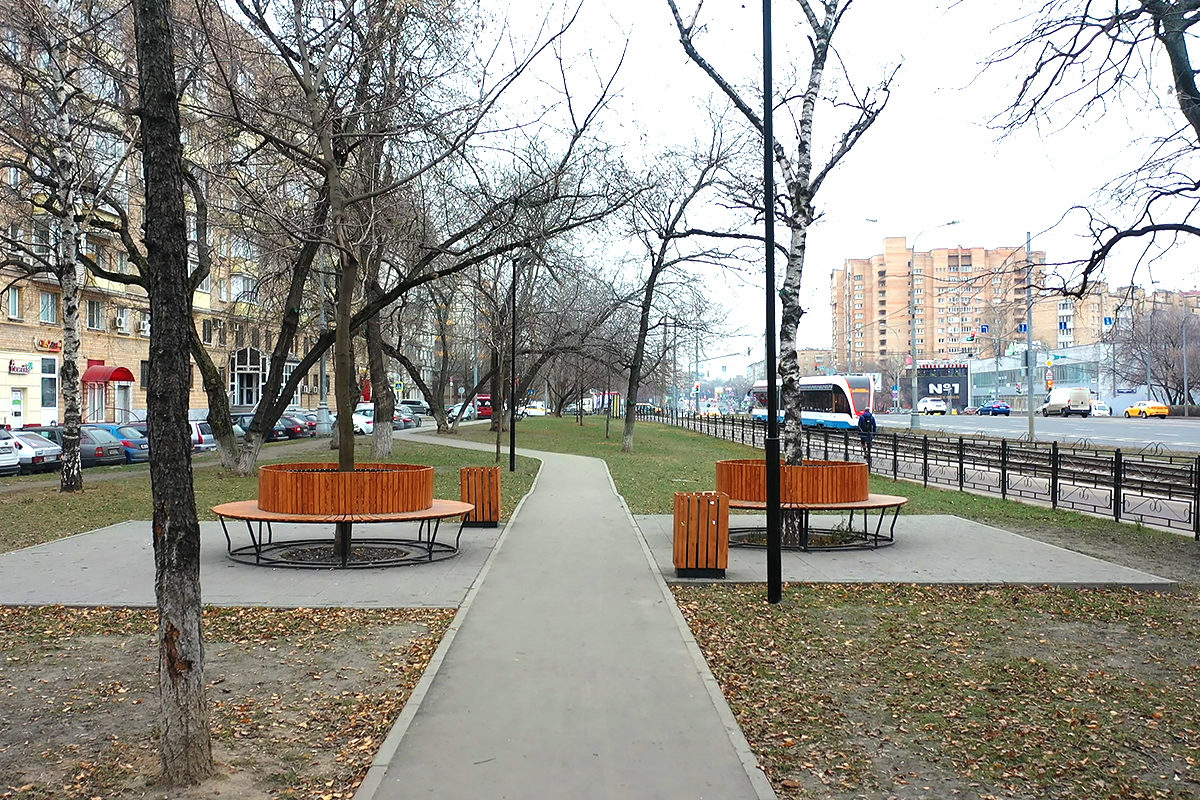
Круглые лавочки и прогулочные дорожки
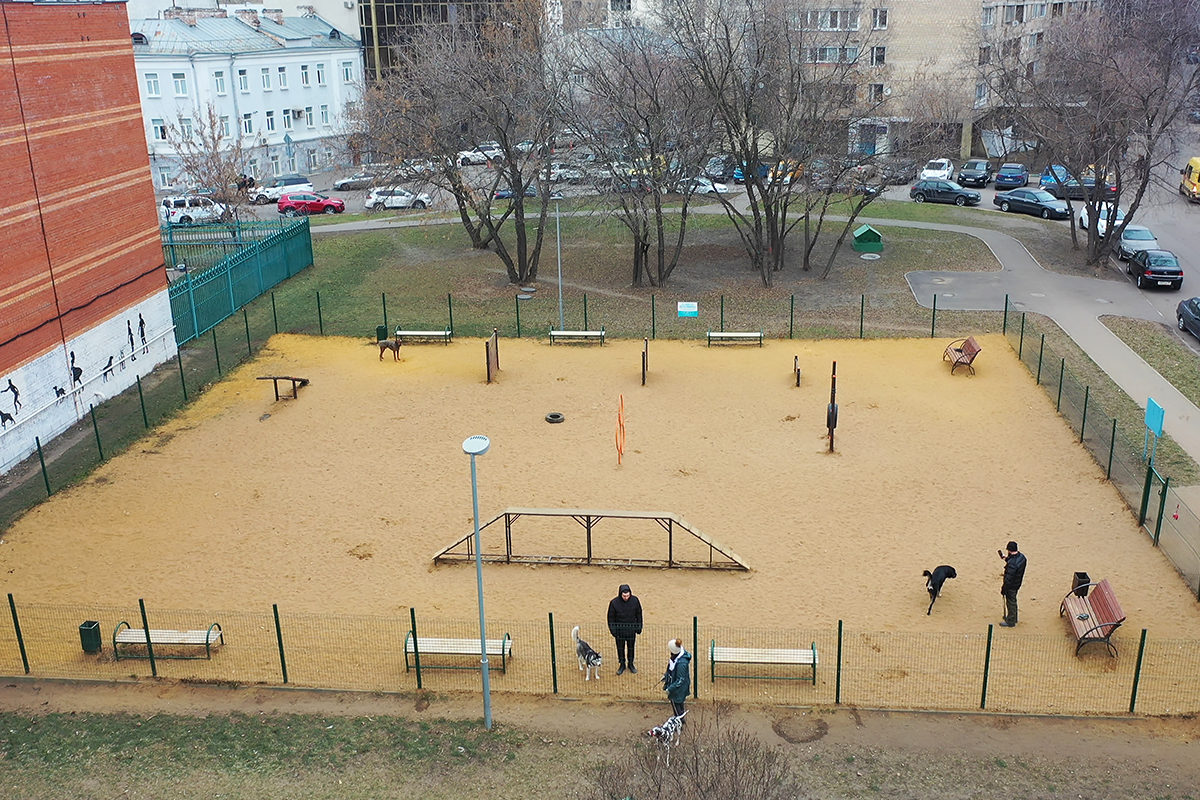
Площадка для выгула собак